# PKZIP
PKZIP — файловый архиватор, выпущенный компанией PKWARE, Inc. Название программы — акроним имени автора Phil Katz и  слова ZIP.
Первая версия программы вышла в 1989 году и была сравнительно популярной. Утилита могла использовать три алгоритма сжатия: «shrinking», «reducing» и «imploding». На сегодняшний день файлы в формате PKZIP 1 встречаются очень редко, и большинство других ZIP-совместимых программ сжатия не поддерживает «shrinking» и «reducing».
В 1993 появилась версия PKZIP 2, имеющая только один новый алгоритм  (однако с несколькими уровнями сжатия), который автор назвал «deflating».  Новый алгоритм (позже формально описанный в RFC 1951) использовал комбинацию LZ77 и алгоритма Хаффмана, был практически свободен от патентов, и стал одним из самых популярных алгоритмов сжатия в операционных системах Windows и в Интернете.
В 1999 компания выпустила последнюю версию 2.50 программы для MS-DOS. Последующие версии программы работают только под Windows и различными версиями UNIX и называются PKZIP for Windows или PKZIP for Server.